# Kanton Saint-Georges-de-l'Oyapock
Kanton Saint-Georges-de-l'Oyapock was een kanton van het Franse departement Frans-Guyana. Kanton Saint-Georges-de-l'Oyapock maakt deel uit van het arrondissement Cayenne en telt 5.159 inwoners (2007).

## Gemeenten
Het kanton Saint-Georges-de-l'Oyapock omvatte de volgende gemeente:
- Camopi
- Ouanary
- Saint-Georges-de-l'Oyapock (hoofdplaats)